# Victoriano Leguizamón
Victoriano Leguizamón (né le 23 mars 1922 à Concepción au Paraguay et mort le 7 avril 2007) était un joueur et entraîneur de football paraguayen.

## Biographie
Leguizamón commence à jouer au football dans le club local de sa ville natale, à Concepción, avant de partir pour la capitale Asuncion à 18 ans où il commence à jouer au Club Atlético River Plate de Asunción. 
En 1945, il signe pour le Libertad et part l'année suivante en Argentine pour jouer au Quilmes AC puis au Boca Juniors. En 1950, il retourne au pays et évolue dans le club de l'Olimpia Asunción où il reste jusqu'en 1956.
Leguizamón prend part à l'équipe du Paraguay de football où il participe à la coupe du monde 1950 et à la Copa América 1953, remportée par le Paraguay. Il joue en tout 19 matchs pour aucun but en sélection paraguayenne. 
En tant qu'entraîneur, il prend les rênes après sa retraite de joueur de nombreux clubs locaux de sa ville natale, Concepción.